# Eliaquim Mangala
Eliaquim Hans Mangala (født 13. februar 1991 i Colombes, Frankrig) er en fransk fodboldspiller, der spiller som midterforsvarer for St. Étienne i Frankrig. Tidligere har han repræsenteret Standard Liège, Manchester City, Valencia CF, Everton og FC Porto
Med Standard var Mangala med til at vinde det belgiske mesterskab i 2009, mens han med FC Porto er blevet portugisisk mester i både 2012 og 2013. I 2018 blev han engelsk mester med Manchester City.

## Landshold
Mangala står (pr. marts 2018) noteret for otte kampe for Frankrigs landshold, som han debuterede for 5. juni 2013 i en venskabskamp mod Uruguay. Han var en del af landets trup til VM i 2014 i Brasilien.

## Titler
Belgiske Pro League
- 2009 med Standard Liège

Belgiske pokalturnering
- 2011 med Standard Liège

Belgiske Super Cup
- 2008 og 2009 med Standard Liège

Portugisiske Primeira Liga
- 2012 og 2013 med FC Porto

Portugals Super Cup
- 2012 og 2013 med FC Porto

Engelske Premier League
- 2018 med Manchester City